# Lucretia Christina van Schoonhoven-van Bochoven
Lucretia Christina van Schoonhoven-van Bochoven (1718-1772) was een Nederlands dichteres.

## Biografie
Van Schoonhoven publiceerde onder de naam Lucretia Christina van Schoonhoven-van Bochoven verscheidene gedichten. Bekend werden de gedichten bij gelegenheid van gebeurtenissen rond de prinsen Willem IV van Oranje-Nassau en Willem V van Oranje-Nassau, en het gedicht gemaakt na het overlijden van Anna Maria van Breugel (1714-1766), de echtgenote van de burgemeester van Utrecht, mr. Henrik van Asch van Wijck, heer van Prattenburg (1707-1784). Ze huwde in 1754 in Blauwkapel Jan van Schoonhoven, kanunnik aan de Dom van Utrecht.